# BMI Film & TV Award
Il BMI Film & TV Award è un riconoscimento assegnato annualmente dall'organizzazione statunitense Broadcast Music Incorporated (BMI), composta da oltre 250 000 membri tra compositori, scrittori di canzoni e persone legate al mondo della musica.
L'associazione, nata nel 1940, ha iniziato a distribuire premi a partire dal 1985 per premiare le migliori "performance musicali" all'interno delle varie opere cinematografiche. Le categorie di premi si sono andate via via ampliando ed attualmente sono tre:
- BMI Film Music Award,
- BMI TV Music Award
- BMI Cable Award.

## Edizioni
1985 | 1986 | 1987 | 1988 | 1989 | 1990 | 1991 | 1992 | 1993 | 1994 | 1995 | 1996 | 1997 | 1998 | 1999 | 2000 | 2001 | 2002 | 2003 | 2004 | 2005 | 2006 | 2007 | 2008 | 2009 | 2010 | 2011 | 2012 | 2013 | 2014 | 2015 | 2016 | 2017